# آنا إيليزا هاردي
آنا إيليزا هاردي (بالإنجليزية: Anna Eliza Hardy)‏ هي رسامة أمريكية، ولدت في 26 يناير 1839، وتوفيت في 1934.